# Grote raspzwam
De grote raspzwam (Steccherinum robustius) is een schimmel behorend tot de familie Steccherinaceae. Hij leeft op loofhout (Fraxinus) is voedselrijke bossen.

## Kenmerken
- Grote, geheel resupinate vruchtlichamen
- Pseudocystiden met een kort (-30 μm) geïncrusteerd gedeelte
- Kleinere sporen (4-4.5 × 2.5-3 μm).

## Verspreiding
In Nederland komt hij zeldzaam voor. Hij staat op de rode lijst in de categorie 'Bedreigd'.